# Bahía Blanca (bahía)
La bahía Blanca (o estuario) es un accidente geográfico del mar Argentino situada en la transición entre las regiones pampeana y patagónica. Esta bahía es una profunda y angosta entrada de mar en el continente. Está ubicada en el sudoeste de la provincia de Buenos Aires, en el centro-este de la Argentina. Su nombre le otorgó el propio a la ciudad más importante próxima a sus riberas, la ciudad de Bahía Blanca.

## Historia y toponimia

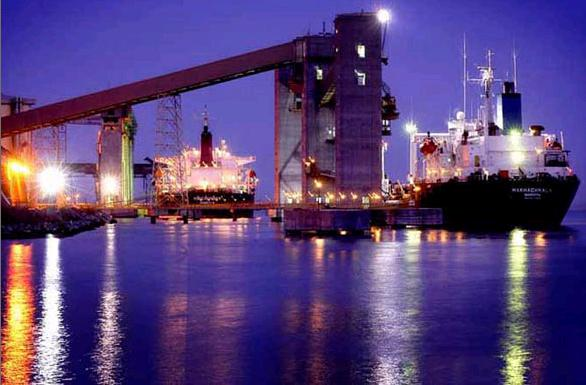
Puerto de Bahía Blanca, en la bahía Blanca.

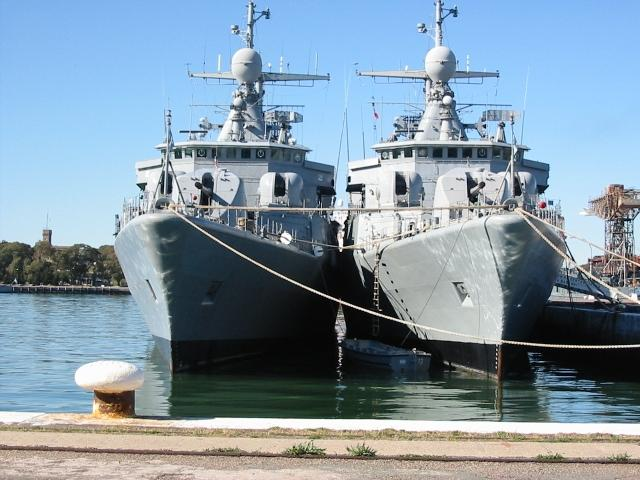
Barcos MEKO-360 en Puerto Belgrano, Punta Alta.

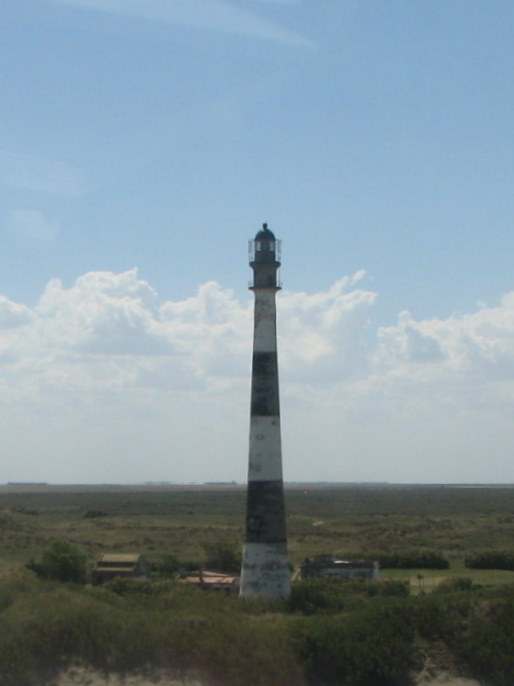
Vista del faro El Rincón, en el extremo de la península Verde. al sur de la bahía Blanca.

El espacio de la bahía Blanca fue ocupado primitivamente por sociedades indígenas.
Esta bahía era bien conocida por los navegantes procedentes de Europa y Norteamérica que venían a cargar las bodegas de sus barcos con aceite de pinípedos, cazando en el espacio comprendido entre esta bahía y la bahía Anegada o de los Bajos Fondos, denominada actualmente bahía San Blas.
Hacia fines del siglo XVIII los mapas del Imperio español no ofrecían muchos detalles de la costa sur de la actual provincia de Buenos Aires, por lo que en la década de 1810 el gobierno mandó reconocerla oficialmente. En esos años aparecen algunos croquis que esbozan las líneas generales de una bahía que a causa del tono blanquecino de sus barrancas y del color de sus costas de cangrejales anegadizos en bajamar (debido a las eflorescencias blancas por la sal), fue conocida como la Bahía Blanca.
Específicamente, la primera mención de dicho término está contenida en un mapa que data de 1804 y comparte la designación con el de Bahía de Buenos Cables.
Esa región ofrecía un lugar estratégico para fundar un puerto que permitiera extender hasta la costa la línea de fortines. El primer proyecto de fundación data de diciembre de 1823, cuando el gobierno destacó a José Valentín García para que fuese a la Bahía Blanca a los efectos de estudiar, con el personal necesario para tales tareas, el lugar más estratégico de dicha bahía para establecer un puerto.
El segundo proyecto data del año 1824 siendo gobernador de Buenos Aires el General Martín Rodríguez , y ministros de Gobierno y de Hacienda Bernardino Rivadavia y Manuel José García, respectivamente.

## Características geográficas

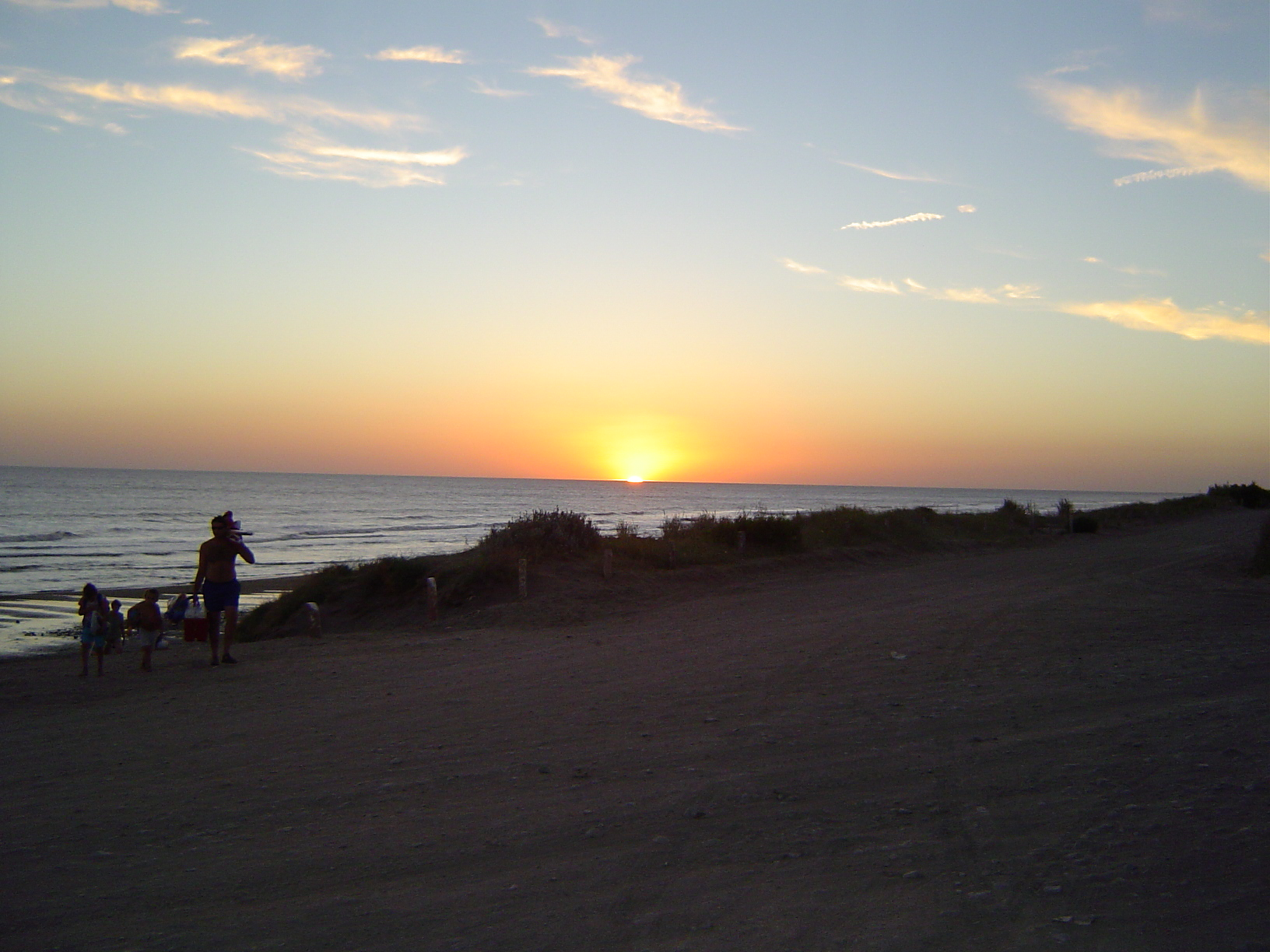
Vista de la bahía Blanca desde el Balneario Pehuen-Có. Se observa el sol ocultándose en el mar, característica infrecuente en las playas argentinas.

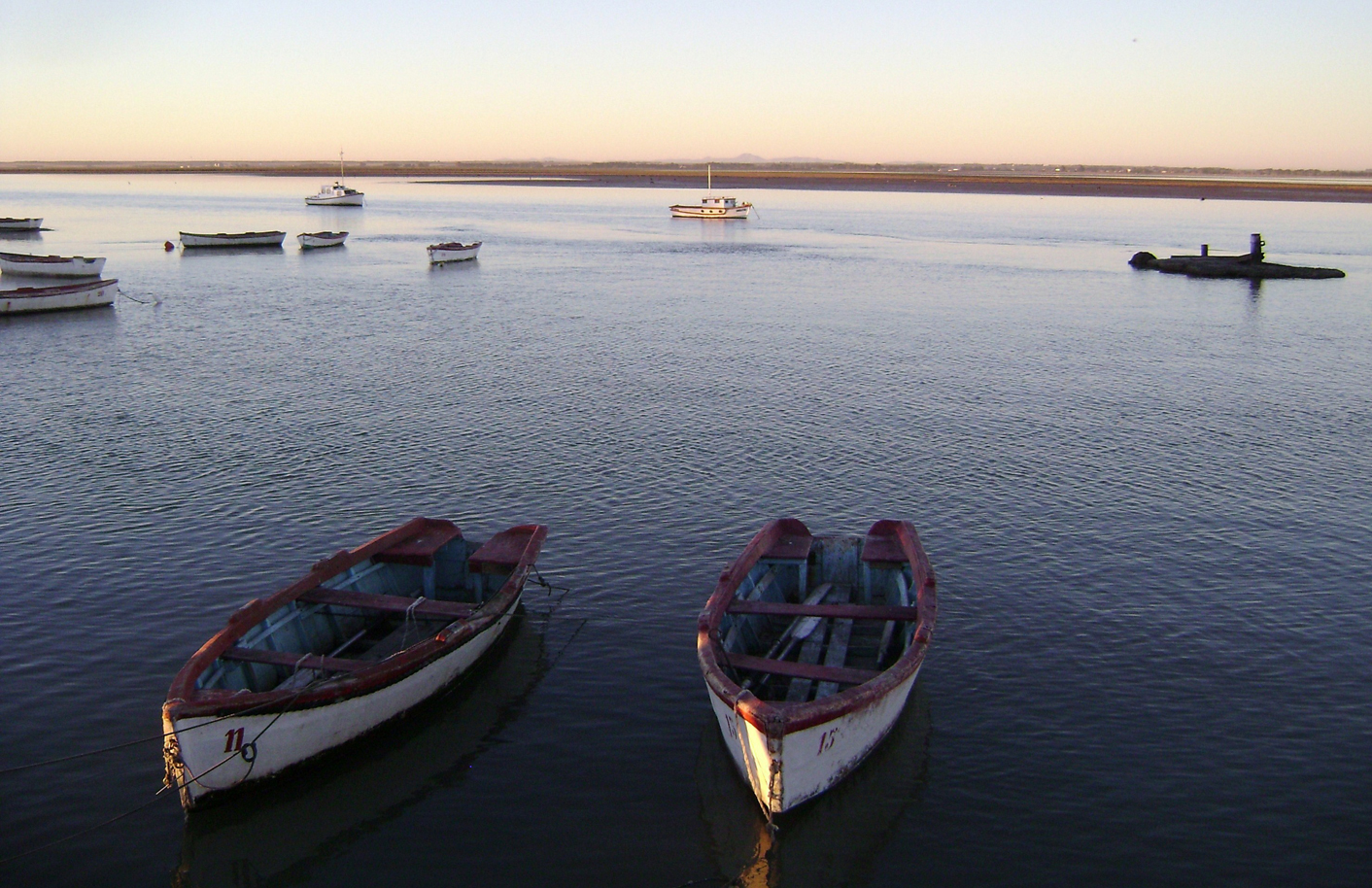
El sector de la ría de la bahía Blanca.

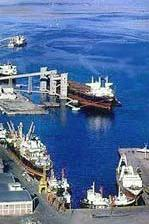
Vista aérea del puerto de Ingeniero White, el más importante de la bahía Blanca.

Esta bahía posee características estuariales. Se postuló que la misma se formó por un río de gran caudal que desapareció o cambió su curso. Tiene forma de un gran embudo que se abre hacia el sudeste. Comienza en Pehuén-Có y concluye en punta Laberinto. Uniendo directamente ambos accidentes geográficos se delineó la línea de bases rectas.
El estuario de Bahía Blanca ocupa una posición intermedia dentro un gradiente de aridez creciente, entre las costas de clima húmedo del norte bonaerense y las costas patagónicas. En este complejo de humedales, las marismas de Spartina alterniflora aparecen comúnmente formando parches discontinuos hacia la boca del estuario. En la cabecera, los escasos aportes de agua dulce, la concentración de sales y la alta evaporación durante el verano generan condiciones estacionalmente hipersalinas y la vegetación intermareal se vuelve casi ausente, excepto por los parches circulares de Sarcocornia perennis que colonizan la zona cercana al nivel de las pleamares. A elevaciones mayores, aparecen comunidades halófilas con elementos típicos de las floras patagónicas, como Heterostachys ritteriana, Suaeda patagónica, Cressa tuxiliensis y Allenrolfea patagónica, muchas veces formando mosaicos con extensos salitrales desprovistos de vegetación.
La superficie total del estuario fue estimada en 2300 km² (kilómetros cuadrados), con un desarrollo de costa de 400 km² entre la Baliza Monte Hermoso y Punta Laberinto. Algunos de los canales del estuario son el canal Principal y los denominados bahía Falsa, bahía Verde y caleta Brightman. En la porción norte el paisaje está dominado por el canal Principal, de aproximadamente 60 km (kilómetros) de longitud, con un ancho que varía entre aproximadamente 200 m (metros) en la cabecera y de 3 a 4 km en la boca. El sector interno del canal Principal, comprendido entre la cabecera del estuario y Puerto Galván tiene un curso sinuoso y se destacan los aportes del río Sauce Chico y el canal Maldonado, principales entradas de agua dulce en el sector de estudio. Completan el paisaje una serie de islas, marismas y planicies intermareales separadas entre sí por canales de marea más pequeños.

### Clima
El clima de la bahía es templado de transición, con de temperaturas moderadas, con precipitaciones medias anuales de aproximadamente 600 mm (milímetros), concentrados en primavera-verano, decreciendo en otoño, y haciéndose mínimas en invierno. En algunos inviernos se presentan nevadas.

### Cuenca
Sólo dos cursos fluviales permanentes vierten sus aguas en esta bahía, el río Sauce Chico y el arroyo Napostá Grande.

### Costas e islas
Costas
Las costas de la bahía por ser prolongación de la llanura pampeana son mayormente de relieve plano, y de difícil reconocimiento. En el sector sur destaca la importante península Verde, en cuyo extremo se encuentra el faro El Rincón. En la costa norte se encuentra la punta Tejeda.
Islas
Son numerosas las islas presentes en ella, algunas de decenas de miles de hectáreas. Son muy bajas, aunque algunas tienen una altitud máxima que supera los 20 m s. n. m. (metros sobre el nivel del mar). Están rodeadas por extensos cangrejales de naturaleza limo-arcillosa, lo que dificulta el acceso a las mismas. La vegetación presente en ellas está constituida por pastizales, espartillares, y en los sectores consolidados y más altos, escasos montes de arbustos y arbolitos xerófilos. En algunas se han efectuado plantaciones de árboles. En sectores de costas emergidas suelen presentar cordones medanosos bajos, así como pequeñas barrancas erosionadas por la acción de las mareas.
Estas islas son utilizadas para recreación, pesca deportiva, y actividades ganaderas.
Entre las más importantes, se encuentran las islas de la Punta (frente a Ingeniero White), Zuraita, del Embudo, Bermejo y Trinidad, Leones, las que suman alrededor de 400 km² y pertenecen al partido de Coronel Rosales, a las que se suman las islas Garzas, Conejos, del Puerto, Wood, Ariadna e islotes adyacentes, pertenecientes al Partido de Villarino.
Bancos
Entre los más importantes, en el sector externo, se destacan los bancos Redondo, de Tejeda, Lobos, Patagonia, La Paz, y los del Rincón.
Canales y bahías
Entre las numerosas islas se forman canales, caletas y bahías, como la caleta Brightman, la bahía Falsa, la bahía Verde, y la bahía Blanca propiamente dicha (la más septentrional). Esta última continúa penetrando en el continente aún más, formando una ría que se cubre con las aguas marinas dos veces cada día, y se prolonga en el salitral de la Vidriera. Entre los canales, los más importantes son el canal Principal, el del Embudo, Tres Brazos, Bermejo, del Este, Patagonia, etc.

## Localidades y puertos

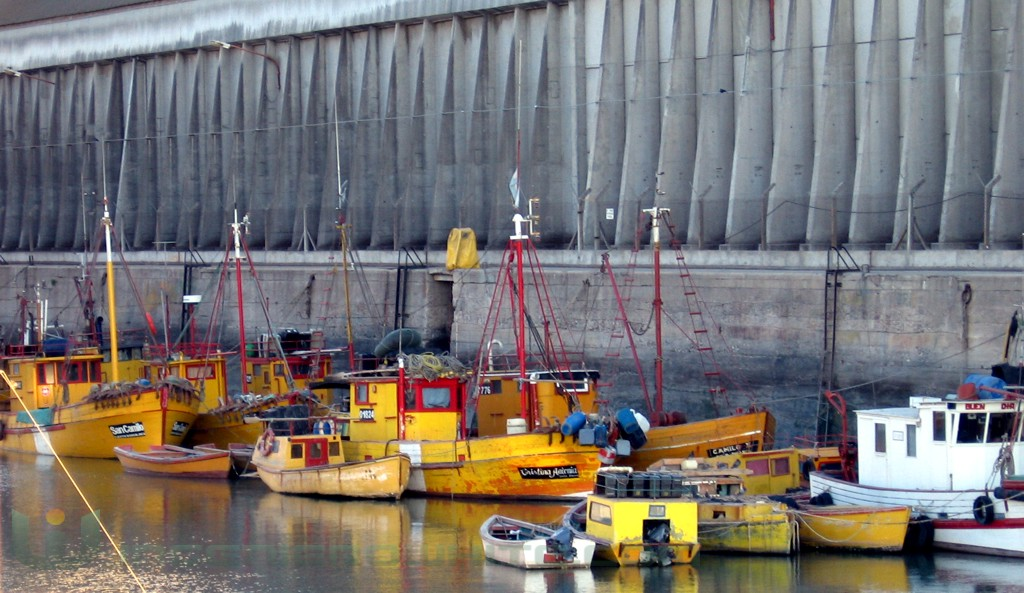
Puerto de Ingeniero White.

En las costas de esta bahía, o muy próximas a ellas, se encuentran numerosas localidades y puertos. Entre los puertos destaca el Puerto Rosales, de aguas profundas.
La Base Naval de Puerto Belgrano (BNPB), conocida como Puerto Belgrano, es la principal base de la Armada Argentina, la cual está unida a la ciudad de Punta Alta. En este puerto se ofrecen servicios de reparación y mantenimiento de embarcaciones.
En lo profundo de la bahía, ya en la misma ría, se encuentra la ciudad de General Daniel Cerri, y el Puerto Cuatreros.
El más destacado centro poblado es Bahía Blanca, una ciudad portuaria marítima, la más importante de la Argentina, el segundo centro urbano más importante sobre el mar Argentino después de la ciudad balnearia de Mar del Plata. En la costa próxima de la ciudad de Bahía Blanca, se encuentra la ciudad y puerto de Ingeniero White, con el Polo Petroquímico Bahía Blanca, y el puerto Galván. Otras localidades son reconocidas por operar como balnearios, como los del Balneario Pehuen-Có y Villa del Mar.

## Áreas protegidas
Todo el sector insular forma parte de la Rreserva provincial de uso múltiple Bahía Blanca, Verde y Falsa. Las islas son utilizadas para recreación, pesca deportiva, y actividades ganaderas.
Entre los mamíferos marinos, son comunes los delfines, además de contar con una colonia de lobos marinos de un pelo (Otaria flavescens). Además, toda el área de la bahía es un importante humedal para especies de aves playeras migratorias.